# Герб лену Еребру
Герб лену Еребру (швед. Örebro läns vapen) — символ сучасного адміністративно-територіального утворення лену Еребру.

## Історія
Герб лену Еребру затверджено 1944 року.

## Опис (блазон)
Щит перетятий і напіврозтятий; у 1-у червоному полі дві покладені навхрест золоті стріли зі срібними наконечниками вгору, поміж ними — чотири срібні троянди; 
у 2-у срібному — синій орел із червоним язиком, дзьобом, лапами і пазурями; у 3-у срібному — синій тригорб, з якого виходять три червоні вогняні язики.

## Зміст
У гербі лену Еребру поєднано символи ландскапів Нерке, Вермланд і Вестманланд.
Герб лену може використовуватися органами влади увінчаний королівською короною.

## Галерея

Герб Нерке
Герб Вермланду
Герб Вестманланду